# IDE64
IDE64 to interfejs umożliwiający podłączenie do komputerów Commodore 64 i Commodore 128 poprzez expansion port dysków ATA oraz napędów optycznych ATAPI. Od wersji 3.4 umożliwia też wykorzystanie kart CompactFlash jako nośników danych.